# Marco Molteni
Marco Molteni (ur. 3 września 1976 w Brescii) – włoski siatkarz występujący obecnie w Serie A, w drużynie Casa Modena. Gra na pozycji przyjmującego. Mierzy 196 cm. 34 razy wystąpił w reprezentacji Włoch.

## Kariera
- 1993–1997 Montichiari
- 1997–1998 Everap Silvolley
- 1998–2000 Montichiari
- 2000–2001 Sempre Volley Padwa
- 2001–2002 Montichiari
- 2002–2003 Icom Latina
- 2003–2004 Lube Banca Macerata
- 2004–2006 Top Volley Latina
- 2006–2008 M. Roma Volley
- 2008–2009 Yoga Forli
- 2009–2012 Acqua Paradiso Monza Brianza
- 2012-? Casa Modena

## Sukcesy
- Zwycięstwo w Lidze Światowej: 2000
- Puchar CEV: 2008